# Kommunale Badeanstalt
Die Begriffe Kommunale Badeanstalt oder Städtische Badeanstalt oder Stadtbad bezeichnen ein Schwimmbad, das sich in der Regel im Besitz der jeweiligen Gemeinde oder Stadt befindet und daher weder von Bürgern als Bürgerbad betrieben wird noch einem Schwimmverein gehört.
Aufgrund der Sparzwänge zahlreicher Kommunen sind solche Badeanstalten teilweise in die Trägerschaft von Unterstützungsvereinen übergegangen. Durch ihre eher zweckmäßige Ausstattung ohne so genannte Erlebnisbereiche unterscheiden sich Städtische Badeanstalten in der Regel von den immer weiter verbreiteten Spaßbädern. Bei Stadtbädern kann es sich sowohl um ein Hallenbad als auch um ein Freibad handeln.

## Geschichte
Im ausgehenden 19. Jahrhundert bzw. zu Beginn des 20. Jahrhunderts errichteten zahlreiche Orte ein Stadtbad, das sowohl der öffentlichen Hygiene (durch Wannen- und Brausebäder) als auch der körperlichen Ertüchtigung dienen sollte. Nicht zuletzt ermöglichten die Badeanstalten auch den schulischen Schwimmunterricht.
Ein weiterer Aspekt für den Bau von Stadtbädern war es auch, das Ansehen der Gemeinde in der Öffentlichkeit zu steigern, da es sich damals um ein Statussymbol für den Wohlstand des Ortes gehandelt hat.